# Âu Dương Tuân
Âu Dương Tuân (tiếng Trung: 歐陽詢 / 欧阳询, 557-641), tự Tín Bản, người huyện Lâm Tương, Đàm Châu (nay là Trường Sa, Hồ Nam). Ông làm quan vào giai đoạn Tùy mạt Đường sơ, là một trong bốn nhà thư pháp lớn thời sơ Đường cùng Ngu Thế Nam (虞世南), Tiết Tắc (薛稷) và Trữ Toại Lương (褚遂良).
Lối viết khải thư của ông được tán dương là cực kỳ khuôn phép (楷書極則, khải thư cực tắc):126-135, nên những nhà thư pháp sau này thường mô phỏng theo và gọi nó là "Âu thể".

## Tiểu sử
Âu Dương Tuân sinh năm 557 (Thái Bình năm thứ 2 thời Lương Kính Đế), là cháu nội của đại tư không Âu Dương Ngỗi (歐陽頠 / 欧阳頠, 498-563) thời Trần. Năm 13 tuổi thì phụ thân ông là Âu Dương Hột (歐陽紇 / 欧阳纥, 538-570), thứ sử Quảng Châu, làm phản nhà Trần nhưng thất bại và bị giết, toàn gia vì thế mà phải chịu tội. Do còn nhỏ nên ông được tha tội, được bạn của cha mình là trung thư lệnh Giang Tổng (江總 / 江总, 519-594) nhận nuôi và cho theo học kinh sử, thư pháp.
Âu Dương Tuân là người thông minh và siêng năng. Cùng một lúc ông có thể đọc vài hàng chữ, thuở thiếu niên đã đọc nhiều loại sách cổ kim, tinh thông ba bộ sử đương thời là Sử ký, Hán thư và Đông Quán Hán ký. Khi trưởng thành ông ra làm quan cho nhà Tùy với chức quan thái thường bác sĩ. Khi Lý Uyên chưa nổi danh thì hai người đã từng nhiều lần giao du. Sau khi Lý Uyên lên ngôi thì ông được thăng làm cấp sự trung.
Thư pháp ban đầu của Âu Dương Tuân là mô phỏng kiểu viết của Vương Hi Chi, nhưng không bị gò bó chỉ theo mỗi kiểu của cha con họ Vương. Một truyền thuyết kể lại rằng có một lần Âu Dương Tuân cưỡi ngựa ra bên ngoài và ngẫu nhiên nhìn thấy một bia đá bên đường do nhà thư pháp danh tiếng thời Tấn là Tác Tĩnh (索靖, 209-303) viết. Ngồi trên ngựa, ông xem xét cẩn thận một lượt trước khi rời đi, nhưng chỉ đi được vài bước thì lại quay lại và xuống ngựa xem xét, nhiều lần tán thưởng, thán phục mà chẳng muốn rời đi, rồi rải chiếc chăn dạ và ngồi xuống xem xét, suy đoán. Cuối cùng ông ngồi ngắm bia đá này trong 3 ngày rồi mới rời đi. Lòng yêu thích thư pháp đạt tới mức đam mê cộng với sự chuyên cần học tập khổ luyện nên cuối cùng ông đã tạo ra một kiểu viết thư pháp cho riêng mình.
Tướng mạo của Âu Dương Tuân rất xấu xí, giống như một con khỉ. Bản sự thi của Mạnh Khải (孟啟) thời Đường và Toàn Đường thi thời Thanh viết rằng khi về già thì Âu Dương Tuân trông hom hem nhăn nhúm tới mức bị Trưởng Tôn Vô Kỵ làm thơ trêu đùa rằng: 耸膊成山字, 埋肩畏出头. 谁家麟阁上, 画此一猕猴. (Tủng bác thành sơn tự, mai kiên úy xuất đầu. Thùy gia Lân Các thượng, họa thử nhất mi hầu; nghĩa là Giơ tay thành chữ sơn, che vai sợ lộ đầu. Lẽ nào trên Lân Các, lại vẽ một con khỉ). Trong tang lễ của Trưởng Tôn hoàng hậu, Hứa Kính Tông thấy dung nhan xấu xí của Âu Dương Tuân không nhịn được đã bật cười to, bị ngự sử đàn hặc, giáng làm Hồng Châu đô đốc phủ tư mã. Thậm chí có người còn viết ra Bổ Giang Tổng bạch viên truyện nhạo báng rằng ông là do một con vượn trắng thành tinh sinh ra, nhưng thư pháp của ông thì nổi tiếng khắp thiên hạ, nhiều người ganh đua để có được chữ do ông viết, một khi có được thì coi chúng như là những vật trân quý để làm mẫu cho việc tập viết thư pháp của chính mình.
Trong khoảng thời gian thuộc niên hiệu Vũ Đức (618-624), Cao Câu Ly thường cử đặc sứ đến Trường An để tìm hiểu về thư pháp của Âu Dương Tuân. Nhận được tin này, Đường Cao Tổ Lý Uyên thở dài đầy cảm thán: "Thật bất ngờ là danh tiếng của Âu Dương Tuân lại lớn tới mức ngay cả Di Địch từ phương xa cũng biết đến. Khi họ nhìn thấy bút tích của Âu Dương Tuân nhất định sẽ nghĩ rằng ông ta là người khôi ngô tuấn tú".
Năm Vũ Đức thứ 7 (624), Âu Dương Tuân phụng chỉ cùng Bùi Củ, Trần Thúc Đạt biên soạn Nghệ văn loại tụ gồm 100 quyển. Sau khi sách viết xong, ông được ban thưởng 200 tấm lụa. Năm Trinh Quán thứ nhất (627), Âu Dương Tuân thăng quan giữ chức thái tử suất canh lệnh, vì thế ông còn được gọi là Âu Dương suất canh, học sĩ Hoằng Văn quán, phong làm Bột Hải nam. Ông mất năm 641, hưởng thọ 85 tuổi.

## Gia đình
Vợ ông họ Từ, sinh bốn con trai là Trường Khanh, Túc, Luân, Thông. Trong Đường thư có chép truyện về Thông.
- Con trưởng Âu Dương Trường Khanh, do loạn lạc thời Võ Tắc Thiên chạy tới Lĩnh Nam, đổi tên thành Âu Khải.
- Con trai thứ tư là Âu Dương Thông (?-691) cũng là một nhà thư pháp nổi tiếng, được tập tước Bột Hải tử. Sau bị giết do không chấp nhận lập Võ Thừa Tự làm hoàng thái tử.[2]
- Con gái út lấy Thượng dược phụng ngự, Đường Tần vương tế tửu, trung tán đại phu Vĩnh An nam Ngô Cảnh Đạt, sinh con trai là Ngô Tục làm quan tới thừa phụng lang thời Võ Chu.